# فابريس هنري
فابريس هنري (13 فبراير 1968 بأرجنتوي في فرنسا - ) (بالفرنسية: Fabrice Henry)‏ هو لاعب كرة قدم فرنسي في مركز الهجوم. لعب مع أولمبيك مارسيليا ونادي بازل ونادي تولوز ونادي ديبورتيفو طليطلة ونادي سوشو ونادي هيبرنيان ونيم أولمبيك وCanet Roussillon FC ‏.

## وصلات خارجية
- فابريس هنري على موقع قاعدة بيانات كرة القدم.إي يو (الإنجليزية)